# 海北镇 (海伦市)
海北镇，是中华人民共和国黑龙江省绥化市海伦市下辖的一个乡镇级行政单位。

## 行政区划
海北镇下辖以下地区：
第一社区、第二社区、第三社区、第四社区、第五社区、第六社区、爱合村、海北村、南华村、海发村、南众村、新胜村、长安村、西安村、新伦村、三合村、南合村、振兴村、福合村、爱国村、专政村、祥顺村和荣华村。